# Permanent Record
Permanent Record, tên tiếng Việt là Bản ghi liên tục, hay Bản ghi thường trực, là một cuốn hồi ký của Edward Snowden. Nó tóm tắt lại cuộc đời của Snowden từ khi còn nhỏ tới khi trở thành người quản trị tin học cho cơ quan theo dõi quốc gia Mỹ NSA, nằm trong cục tình báo trung ương CIA. Sau đó nó giải thích vì sao và bằng cách nào Snowden đã trao các thông tin mật của NSA cho báo chí, rồi phải sống lưu vong từ năm 29 tuổi.
Tên gọi Bản ghi liên tục ngụ ý chỉ chương trình tin học mà Snowden là người phụ trách xây dựng tại NSA, mục đích ghi lại tất cả thông tin của mỗi một người sử dụng Internet trên toàn thế giới. Snowden giải thích rằng mỗi khi một thông tin được tạo ra trên Internet, thì NSA đều có một bản sao lưu của thông tin này. Nói cách khác, NSA duy trì một bản sao lưu liên tục của toàn bộ hệ thống Internet. Mỗi một lời nói, một hình ảnh, một video, một email, một tài liệu hay một đoạn tchat giữa hai người bất kỳ đều bị sao lưu.
Chương trình này bắt đầu được xây dựng từ sau thảm kịch 11/9, Nhờ sao lưu, NSA tiến hành tìm kiếm thông qua các thuật toán, với mục đích phát hiện khủng bố. Tuy nhiên, việc sao lưu đã vi phạm nghiêm trọng các nguyên tắc riêng tư, liên quan đến tự do con người. Snowden cho rằng việc này vi phạm hiến pháp của nước Mỹ, đặc biệt là Tu chính án thứ 4 có nội dung «quyền mỗi người được bảo vệ an toàn thân thể, nhà cửa, giấy tờ và các vật dụng cá nhân trước các yêu cầu tìm kiếm và bắt giữ & thu giữ vô lý. Không ai có thể yêu cầu tìm kiếm tại một nơi, hoặc bắt giữ một người hay thu giữ đồ vật của người đó mà không có một lý do chính đáng, dựa trên một lời tuyên thệ dưới gốc Sồi (tức là tuyên thệ trước cộng đồng) ». Thực tế là NSA không hề tuyên thệ hay xin phép bất cứ một ai để thu thập thông tin. Và mỗi khi có ai nghi ngờ yêu cầu cơ quan Tư pháp kiểm tra xem việc thu thập thông tin có thật không, thì NSA được CIA và chính phủ Mỹ nói chung bảo trợ. Yêu cầu của cơ quan Tư pháp sẽ bị bác bỏ với lý do bí mật an ninh quốc gia. Chính vì vậy nên Snowden với tư cách là một công dân đã quyết định tố cáo với báo chí.
Phần I cuốn sách kể về tuổi thơ của Snowden. Phần này không có nhiều thông tin hay, nhưng nó cũng cho hiểu hơn về gia đình của Snowden. Sinh năm 1983 trong một gia đình công chức thông thường tại Elisabeth City, North Carolina, Mỹ. Bố là người canh gác bờ biển, thuộc Hải quân Mỹ. Sau đó gia đình chuyển đến Marryland. Snowden có một tuổi thơ bình dị, thích chơi điện tử Mario và nghịch ngợm máy vi tính từ nhỏ. Lý do là vì bố mẹ đều bận nên máy tính là người bạn thân.
Phần II cuốn sách kể về thời điểm bắt đầu trưởng thành. Giống nhiều thanh niên Mỹ cùng thế hệ, Snowden muốn được đóng góp, hy sinh cho tổ quốc, nhất là sau sự kiện 11/9. Snowden đã muốn nhập ngũ để đi tiêu diệt khủng bố, để bảo vệ nước Mỹ. Tuy nhiên vì lý do sức khỏe, nên không thể kết thúc chương trình tập huấn để cầm súng ra trận. Quay về nhà, Snowden bắt đầu tìm cách làm việc cho chính phủ, ngõ hầu đóng góp bằng một hình thức khác là sử dụng tri thức. Snowden bắt đầu bằng các hợp đồng làm việc ngắn hạn. Sau đó nhớ lý lịch gia đình sạch và tài năng, nên trở thành công chức và nhanh chóng được cắt cử vào những vị trí quan trọng, chủ yếu là tại các Đại sứ quán Mỹ tại nước ngoài như Geneva, Tokyo, để thiết lập hệ thống theo dõi gián điệp. Dưới vỏ bọc một kỹ sư tin học của Dell, Snowden đi khắp nơi để đảm bảo cơ sở hạ tầng, máy móc và nhất là phần mềm, để các đặc tình có thể báo cáo cho ĐSQ Mỹ, sau đó báo cáo thông tin về CIA tại Mỹ một cách nhanh nhất và ổn định nhất.
Phần III là phần cuối, cũng là phần hấp dẫn nhất. Vì tiếp xúc thường xuyên với việc thu thập thông tin, Snowden thử nhìn vào các thông tin này và phát hiện ra việc thu thập thông tin vi phạm nghiệm trọng các quyền con người. Trong lúc đấy, Snowden được cất nhắc trở thành người quản lý hệ thống thu thập thông tin của NSA, tức là người đứng đầu toàn bộ hệ thống trên toàn thế giới về mặt tin học. Ở vị trí này, Snowden là một trong những người hiếm hoi nhìn thấy hệ thống vận hành như thế nào. NSA tiến hành thu thập một lượng thông tin khổng lồ: « mass surveillance ». Một phần lớn thông tin không phải là data, mà là metadata, tức là các thông tin mô tả thông tin. Có rất nhiều loại metadata, nhưng cơ bản nhất là địa chỉ IP, thông tin về máy tính sử dụng, hệ điều hành sử dụng, thời gian và địa điểm một cuộc hội thoại etc...Việc thu thập được tiến hành một cách hệ thống vì bất cứ thông tin nào đưa lên Internet cũng phải đi qua các cổng chung chuyển ra vào ở mỗi quốc gia. Và vì chính phủ Mỹ nắm quyền kiểm soát một lượng lớn các cổng vào, nên dễ dàng copy lại các thông tin đi qua cổng của mình. Ngoài ra, một phần lớn người sử dụng dùng các dịch vụ của công ty Mỹ như Google, Facebook, Apple, Yahoo, Microsoft, Amazon etc.... Các thông tin này luôn được mã hóa nhưng chính phủ Mỹ gây sức ép để thu thập tất cả thông tin cá nhân trên các các trang web, các diễn đàn, các email, các nền tảng hội thoại như Yahoo Messenger, Microsoft messenger etc... Về danh nghĩa, thì các công ty này ra vẻ bảo vệ người sử dụng. Nhưng thực tế là không một công ty nào dám từ chối chính phủ Mỹ, họ trao hết quyền truy cập cho tình báo của CIA để NSA đọc tất cả thông tin của tất cả tài khoản. Snowden hiểu rằng NSA đang làm một công việc hoàn toàn vi phạm hiến pháp.
Một số người nói, tôi không phản đối việc theo dõi vì việc này chủ yếu để chống khủng bố, và tôi cũng chẳng có gì để dấu. Nói như vậy cũng tương đương với nói tôi ủng hộ chính quyền có thể xông vào nhà tôi bất cứ lúc nào, làm bất cứ gì họ thích mà không cần phải có lý do chính đáng, cũng như không cần phải xin phép bất cứ toà án hay cơ quan đại diện người dân.
Ngoài ra, không những việc theo dõi này xâm phạm quyền riêng tư của mỗi người, mà nó còn đồng thời biến Internet thành một không gian bị kiểm duyệt, nơi không ai còn có thể chia sẻ cái gì vì mỗi khi chia sẻ gì thì ngay lập tức bị chính phủ thu thập một cách trực tiếp hoặc gián tiếp. Việc này vô hình trung giết chết tự do trong xã hội tương lai, và giết chết Internet. Nếu chính phủ Mỹ có thể thu thập, thì các chính phủ Nga, Trung Quốc etc...cũng có thể làm điều tương tự. Vì lý do này, Snowden tìm cách đưa thông tin ra ngoài và trao cho 2 nhà báo tin cậy và nổi tiếng của báo The Guardian. Cuộc gặp diễn ra tại Hồng Kông năm 2013.
Cho dù là người đứng đầu của hệ thống tin học, Snowden cũng đã phải rất vất vả để copy thông tin ra ngoài. Thứ nhất là vì bất cứ lệnh copy nào cũng để lại dấu vết, và nếu bị phát hiện khi chưa kịp đưa hết thông tin ra ngoài thì tất cả sẽ đều là công cốc. Thứ hai là phải liên lạc được với nhà báo tin cậy, vì sẽ không ai tin những lời nói của một cá nhân. Thứ ba là nội dung trao đổi với các nhà báo cũng phải giữ bí mật. Hệ thống của NSA thu thập và phân tích các thông tin một cách thường xuyên và liên tục, nên nó sẽ thu thập được cả các thông tin tố cáo nó. Để trốn khỏi hệ thống của chính mình, Snowden buộc phải dùng một máy tính xách tay không có bất cứ thông tin gì về mình, đặt lên ô tô và lái vòng quanh để gửi tin. Thông tin được gửi qua các trạm antenne điện thoại nên không có địa chỉ IP người gửi cố định.
Một số trích đoạn hay trong sách:
Trang 5 «(chúng ta) bắt đầu thời đại chủ nghĩa tư bản theo dõi, và sẽ đánh dấu chấm hết cho Internet mà tôi đã từng biết. Đó là sự sụp đổ của mạng Web sáng tạo, nơi có thể phát hiện vô vàn những website đẹp, phức tạp, và mang dấu ấn cá nhân. Những lời hứa hẹn tiện lợi đã làm rất nhiều người dẹp bỏ các website cá nhân - vì mất thời gian và mất công duy trì - để đổi lại một trang Facebook hay một tài khoản Gmail. Cảm giác là mình được sở hữu chúng trong khi thực tế thì lại không phải vậy. Rất nhiều người không hề hiểu là những gì chúng ta chia sẻ trên các công cụ này sẽ vĩnh viễn không bao giờ còn là của riêng của chúng ta nữa. Những công ty (này) kế thừa các công ty kinh doanh tin học phá sản vì không tìm được gì hay ho để bán cho người sử dụng, đã tìm được một sản phẩm mới để bán. Sản phẩm đấy chính là chúng ta. Những gì chúng ta quan tâm, các hoạt động của chúng ta, vị trí định vị của chúng ta, mong ước của chúng ta, tất cả những gì chúng ta tiết lộ cho người xung quanh, một cách vô tình hay hữu ý….. »
Trang 7 «  Quyền tự do trong một quốc gia chỉ có thể được đo lường bằng sự tôn trọng các quyền công dân, và tôi thật sự tin rằng các quyền này phải hạn chế được quyền lực của Nhà nước bằng cách chỉ ra rõ ràng nơi nào và khi nào chính phủ không được phép xâm phạm khu vực thuộc về mỗi cá nhân, cái mà trong cuộc cách mạng Mỹ đã được gọi là quyền tự do, và ngày hôm nay trong cuộc cách mạng Internet được gọi là quyền riêng tư của mỗi người (privacy). »
Trang 182 « Trong công nghệ không có lời thề Hyppocrate. Tất cả những quyết định được lựa chọn trong các lĩnh vực từ hàn lâm, công nghiệp hay chính phủ, kể từ cuộc cách mạng công nghiệp đều cơ bản dựa trên câu hỏi « liệu chúng ta có thể làm ? » hay «  có nên làm ? ».
Trang 194 « Mạng Internet mà tôi đã lớn lên cùng, đã làm tôi trưởng thành, giờ đang biến mất, và cùng với nó là tuổi trẻ của tôi. Hành động truy cập vào Internet, trước đây giống như một cuộc phiêu lưu thần kỳ, giờ dường như đang dần bị coi là tội phạm (cần kiểm duyệt) »
Trang 206-207 « Trong một xã hội chuyên chế, quyền được Nhà nước tạo ra và trao cho người dân. Trong một xã hội tự do, quyền được người dân tạo ra vào trao cho Nhà nước. Trong thể chế đầu, người dân là các đối tượng được hưởng quyền sở hữu, được học hành, làm việc, cầu nguyện và nói một số điều vì chính phủ cho phép họ được hưởng, được làm hay được nói như thế. Trong thể chế sau, người dân là công dân, họ đồng ý cho phép chính phủ cai trị nhưng theo các nhiệm kỳ, và hiến pháp bảo vệ nguyên tắc đưa người lãnh đạo mới lên sau mỗi nhiệm kỳ ».
Trang 220-221: « chương trình mà tôi viết tự động scan bất cứ tài liệu mới và xác định xem tài liệu này đã có trong hệ thống chưa....(tất cả các thông tin) được lưu giữ tại 1 server mà duy nhất tôi quản lý, nằm trong căn phòng ở tầng dưới văn phòng của tôi. Server này giữ 1 bản copy của tất cả mọi tài liệu mà nó tìm thấy, cho phép tôi thực hiện việc tìm kiếm mà những người lãnh đạo các cơ quan tình báo khác chỉ có thể làm trong giấc mơ. Tôi gọi hệ thống này là Heartbeat, vì nó đo nhịp đập của NSA, và rộng hơn nữa, của toàn bộ hệ thống tin học tình báo ».
Trang 228 « Cục tình báo luôn có mối quan hệ khó khăn với Ngày hiến pháp, nó kỷ niệm ngày này bằng việc làm tối thiểu những gì phải làm, nghĩa là gửi 1 bức thư chúc mừng được soạn sẵn, ký tên một ông giám đốc nào đó, và kê một cái bàn nhỏ trên đó có đặt vài cuốn Hiến pháp được in miễn phí. Cái bàn được đặt ở một góc khuất của không gian cà phê, nơi mọi người đến uống cà phê nhưng không ai biết có cái bàn.
Trang 237 « Ngày hôm nay, hành vi làm rò rỉ thông tin và tố cáo thường được dùng thay nhau. Nhưng tôi nghĩ rằng làm rò rỉ thông tin cần phải được phân biệt rõ. Nó phải được mô tả là hành vi đưa thông tin ra ngoài nhưng vì mục đích cá nhân, chứ không phải mục đích công ích » ….. « Một người thổi còi (người tố cáo), theo cách tôi định nghĩa, là một người sau khi đã làm việc đủ lâu để hiểu, nhận ra rằng những giá trị của mình không phù hợp với hoạt động của tổ chức, cũng như rằng hoạt động này không phù hợp với xã hội. Người này hiểu rằng mình không thể đứng trong tổ chức, và cũng hiểu là tổ chức này sẽ không thể bị thay đổi, hoặc thay thế. Vì thế người này tố cáo và đưa thông tin cho công luận để mọi người có thể gây sức ép thay đổi. »
Trang 276 « Chương trình cho phép truy cập (vào hồ sơ người bị theo dõi) có tên gọi là XKEYSCORE, cách giải thích đơn giản nhất là nó là một công cụ tìm kiếm cho phép người theo dõi biết được toàn bộ thông tin được ghi lại về cuộc đời bạn. Hãy tưởng tượng ra một một dạng trang tìm kiếm Google nhưng thay vì tìm thấy các trang web trên Internet thì nó lại cho các kết quả tìm thấy trong email riêng tư của bạn, trong các đoạn chat riêng tư với người khác, trong các hồ sơ cá nhân »
Trang 280 « Khi một người theo dõi có khả năng lạm dụng một công cụ, họ sẽ thích lạm dụng cho mục đích cá nhân hơn là vì mục đích công việc. Việc này dẫn đến các thói quen được gọi tên là LOVEINT, một trò đùa quá đà trên phần mềm HUMINT và SIGINT, hay đúng hơn là một dạng nghiệp vụ bệnh hoạn trong tình báo, tức là người theo dõi sử dụng phần mềm công việc để theo dõi những người yêu hiện tại và người yêu cũ của mình, theo những cách vượt xa các mối quan hệ tình cảm thông thường, ví dụ như đọc email, nghe lén điện thoại, thậm chí là quấy rối và dọa nạt họ trên mạng….một đồng nghiệp giải thích cho tôi về những thói quen hàng ngày của đối tượng bị theo dõi rằng việc được xem đối tượng trong tư thế trần truồng không quần áo là việc hàng ngày. Mỗi khi ông bạn này xoay ghế để quay lại cười với chúng tôi nói « Kiểm tra con này không ?», thì người hướng dẫn tôi lại trả lời ngay: « Điểm cộng », hoặc « Đẹp đấy »